# Język bafia
Język bafia albo kpa – język z rodziny bantu, używany w Kamerunie. W 1982 roku liczba mówiących wynosiła ok. 40 tysięcy, a w roku 1991 liczba mówiących wynosiła już ok. 60 tysięcy.